# 沃伦·比蒂
亨利·沃伦·比蒂（英語：Henry Warren Beatty，1937年3月30日—），美国演员、导演、编剧和制片人。他曾经获得奥斯卡奖和金球奖。2002年，美国电影学会授予比蒂戈登·E·索耶奖。2004年，比蒂获得肯尼迪中心荣誉奖，2007年获得金球奖终身成就奖，2008年获得美国电影学会终身成就奖。

## 獎項

### 奥斯卡最佳導演獎
- 獲獎：《赤色分子》 （1981年）

### 奥斯卡最佳男主角獎
- 提名：《我倆沒有明天》 （1967年）
- 提名：《天堂可以等待》 （1978年）
- 提名：《赤色分子》 （1981年）
- 提名：《一代情枭毕斯》 （1991年）

### 金球獎最佳戲劇類電影男主角
- 提名：《天涯何处无芳草》 （1961年）
- 提名：《我倆沒有明天》 （1967年）
- 提名：《赤色分子》 （1981年）
- 提名：《一代情枭毕斯》 （1991年）

### 金球獎最佳音樂及喜劇類電影男主角
- 提名：《洗发水》 （1975年）
- 獲獎：《天堂可以等待》 （1978年）
- 提名：《选举追击令》 （1998年）

## 主要作品
- 1961年 《天涯何处无芳草》（Splendor in the Grass）
- 1961年 《罗马之春》（The Roman Spring of Mrs. Stone）
- 1962年 《情场浪子》（All Fall Down）
- 1964年 《莉莉丝》（Lilith）
- 1965年 《心墙魅影》（Mickey One）
- 1965年 《Promise Her Anything》（Promise Her Anything）
- 1966年 《人海万花筒》（Kaleidoscope）
- 1967年 《我倆沒有明天》（Bonnie and Clyde）
- 1970年 《人间游戏》（The Only Game in Town ）
- 1971年 《花村》（McCabe & Mrs. Miller）
- 1971年 《$》（$）
- 1973年 《Year of the Woman》（Year of the Woman）(记录片)
- 1974年 《暗杀十三招》（The Parallax View）
- 1975年 《洗发水》（Shampoo）
- 1975年 《财富》（The Fortune）
- 1978年 《天堂可以等待》（Heaven Can Wait）
- 1981年 《赤色分子》（Reds）
- 1984年 《乔治·斯蒂芬：一个制片人的生活历程》（George Stevens: A Filmmakers Journey）(记录片)
- 1987年 《伊斯达》（Ishtar）(also producer)
- 1990年 《至尊神探》（Dick Tracy）
- 1991年 《麦当娜：真实与挑战》（Madonna: Truth or Dare）(记录片)
- 1991年 《一代情枭毕斯》（Bugsy）
- 1992年 《Writing with Light: Vittorio Storaro》（Writing with Light: Vittorio Storaro） (记录片)
- 1994年 《愛你、戀你、想你》（Love Affair）(also writer)
- 1998年 《选举追击令》（Bulworth）
- 1999年 《The Book That Wrote Itself》（The Book That Wrote Itself）
- 2001年 《城里城外》（Town & Country）
- 2003年 《Dean Tavoularis: The Magician of Hollywood》（Dean Tavoularis: The Magician of Hollywood） (记录片)
- 2005年 《One Bright Shining Moment》（One Bright Shining Moment） (记录片)